# Edgar Snow

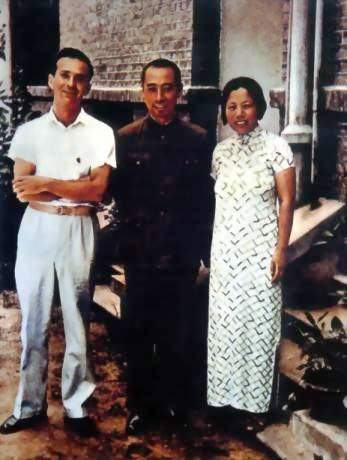
Edgar Snow (t.v.) med Zhou Enlai och dennes fru Deng Yingchao.

Edgar Snow, född 17 juli 1905 i Kansas City, Missouri, död 15 februari 1972 i Eysins i kantonen Vaud, Schweiz, var en amerikansk journalist och socialist. Snow blev känd för sina reportage från Kina, där han som västerländsk journalist var först att uppmärksamma Mao Zedong flera år före revolutionen. Hans bok Röd stjärna över Kina blev något av en bestseller, även i Sverige.

## Böcker i svensk översättning
- Striden om Asien (The battle for Asia) (översättning Ole Jödal och Nils Holmberg, Tiden, 1942)
- Röd ära och brunt slaveri (Red glory and brown bondage) (översättning Nils Holmberg, Tiden, 1945)
- Vill Stalin krig eller fred? (Stalin must have peace) (anonym översättning?, Kooperativa förbundet, 1948)
- Röd stjärna över Kina (Red star over China) (översättning Hans Björkegren, Askild & Kärnekull, 1971)
- Den långa revolutionen (The long revolution) (översättning Olof Hoffsten, Askild & Kärnekull, 1972)
- Den långa resan tillbaka (Journey to the beginning: a personal view of contemporary history) (översättning Hans Björkegren, Askild & Kärnekull, 1973)